# Real (mangá)
Real (japonês: リアル, Hepburn: Riaru, estilizado como REAL) é uma série de mangá japonês escrita e ilustrada por Takehiko Inoue que tem como foco o basquetebol em cadeira de rodas. A obra é serializada na revista Weekly Young Jump desde 1999, com capítulos encadernados em 14 volumes Tankōbon até hoje pela Shueisha. Até 2013, os primeiros 12 volumes já haviam vendido mais de 14 milhões de cópias somente no Japão.
Mesmo não sendo tão popular quanto Slam Dunk, Real encara o basquetebol de uma forma mais séria, mais focada no desenvolvimento dos personagens em um âmbito mais realista. Ele também é direcionado para um público mais maduro, sendo um mangá seinen publicado na Weekly Young Jump. Após um longo hiato desde 2014, Inoue anunciou em maio de 2019 que continuaria o mangá. O mangá continuará em 29 de agosto.

## Enredo
A história gira em torno de três adolescentes: Nomiya Tomomi, um rapaz que abandonou o ensino médio, Togawa Kiyoharu, um ex-corredor que agora joga Wheelchair basketball e Takahashi Hisanobu, um popular líder do time de basquetebol da escola que agora está Paraplegic em função de um acidente.
Real apresenta um elenco de personagens que se veem marginalizados pela sociedade, mas todos unidos por uma característica comum: o desejo de jogar basquete, mesmo sem lugar para jogar. Nomiya, tendo abandonado o ensino médio, não tem expectativa de futuro. Togawa, tendo uma personalidade difícil, encontra-se constantemente brigando com seus próprios companheiros de equipe. Takahashi, antes um popular líder de equipe, agora se vê incapaz de se mover do peito para baixo.
Real também lida com a realidade das deficiências físicas e a inferioridade psicológica contra a qual os personagens lutam. Os personagens rompem suas próprias barreiras psicológicas pouco a pouco.

## Personagens
Kiyoharu Togawa (戸川 清春, Togawa Kiyoharu)
Forçado a passar todo o seu tempo livre depois da escola praticando piano, Togawa era uma espécie de pária para o resto de seus colegas do ensino médio. Durante a última aula de educação física do primeiro semestre, Togawa concorda em correr a corrida dos 100 milhões contra o garoto mais rápido de sua classe e quase o vence, recebendo um convite para a equipe de atletismo da escola. Togawa logo dedica sua vida a se tornar o velocista mais rápido do país, mas assim como seu objetivo parece alcançar, ele é diagnosticado com osteossarcoma e perde a perna direita abaixo do joelho. Togawa passa grande parte do tempo após a amputação isolado, sentindo que sua vida acabou até conhecer Tora, um homem mais velho com uma deficiência idêntica, uma Rotoplastia. Tora, um tatuador jet-setter, serve como mentor para Togawa e o apresenta ao mundo do basquete em cadeira de rodas através de sua equipe, o Tigers. Togawa é um jogador altamente competitivo e uma vez deixou o time porque sentiu que os outros jogadores não eram tão sérios quanto ele. Perdendo o jogo, Togawa retorna aos Tigers, mas provoca um motim no início da série por causa de suas "expectativas irreais". Mais conflitos surgem quando Togawa recebe uma vaga na seleção japonesa e é convidado a se juntar ao Dream, arqui-rival dos Tigers.
Quando eles se conheceram, Nomiya Tomomi fica tão impressionado com as habilidades de Togawa que ele compara Togawa à estrela da NBA Vince Carter, e muitas vezes se refere a Togawa como "Vince".
Pai de Togawa
Após a morte de sua esposa, o pai de Togawa (um pianista não-atlético e fracassado) coloca todos os seus esforços para transformar seu filho em um famoso pianista. Embora chateado por Togawa deixar o piano para se juntar à equipe de atletismo, o pai de Togawa acaba por vir apoiar os esforços de seu filho. Após a operação do filho, o pai de Togawa inadvertidamente ajuda a isolar o filho. No volume seis, o pai de Togawa desempenha um papel pequeno na história atual.
Tomomi Nomiya (野宮 朋美, Nomiya Tomomi)
Por fora, Nomiya parece ser o típico delinqüente - ele veste um afro, abandonou o ensino médio e faz uma pausa para defecar nos degraus da escola antes de sair para sempre. Logo fica claro, no entanto, que Nomiya sofre de uma culpa esmagadora por um acidente de trânsito que causou, que custou a uma garota (Yamashita Yasumi) o uso de suas pernas. Enquanto apenas um aluno mediano, Nomiya era obcecado por basquete, e não poder jogar no time da escola o deixou sem direção e sem alegria. Enquanto leva Yasumi paraplégica e aparentemente catatônica para passear, Nomiya ouve os sons de Togawa jogando basquete. Sedento por uma partida, Nomiya desafia Togawa a um jogo e fica impressionado com a habilidade e determinação de Togawa. Logo, Nomiya se torna uma líder de torcida / mascote do Tigers e amigo de Togawa. Mesmo que ele raramente tenha a chance de jogar basquete, parece suficiente para Nomiya estar perto de outras pessoas. Nomiya mais tarde na série tenta se juntar ao time de basquete profissional, ele deixa uma forte impressão, mas no final ele não é escolhido. Algum tempo depois, ele ganha peso e lentamente começa a perder a vontade. Ele fica se perguntando se este é o fim de sua carreira no basquete.
Nomiya passa grande parte do tempo no mangá imaginando onde ele errou, e tentando consertar sua vida - inspirado pelo espírito do Tigers, ele raspa a cabeça e segue uma espécie de busca espiritual para mudar seu destino. Contra todas as probabilidades, seu desejo de mudar e atitude positiva parecem estar afetando seus colegas de trabalho e conhecidos.
Hisanobu Takahashi (高橋 久信, Takahashi Hisanobu))
No início do mangá, Takahashi é um típico macho alfa do ensino médio - capitão do time de basquete, popular entre as meninas, inteligente sem esforço e um valentão para outros alunos "inferiores". Em um esforço para dar uma volta com sua namorada depois da escola, ele rouba uma bicicleta, é perseguido no trânsito e é atropelado por um caminhão de lixo, deixando-o paralisado do peito para baixo. Percebendo que seus dias populares terminaram, Takahashi sente que não tem nada para viver e que passou de uma pessoa da classe "A" para mais baixa que a da classe "E" (Takahashi é obcecado em classificar as pessoas ao seu redor - em classifica de A a E, sendo A o melhor). Nomiya, um ex-companheiro de equipe, é um dos poucos visitantes que Takahashi recebe, e a visita é suficiente para perturbar Takahashi e inspirá-lo a se reabilitar. Depois de perceber que ele nunca se recuperará, Takahashi desiste e se recusa a ajudar a si mesmo, chegando a dizer à mãe que morra e nunca mais volte. Os funcionários do hospital ligam para o pai de Takahashi, esperando que uma visita ao país ajude em sua recuperação, mas Takahashi não vê seu pai há oito anos e a visita permanece altamente desconfortável. Depois de passar um tempo com o pai, Takahashi desmorona e admite que tem muita raiva e ressentimento inexplorados em relação ao pai por abandonar a família.
No volume seis, a história de Takahashi não se cruzou muito com a trama principal. No capítulo 78, ele tenta se juntar ao Dreams depois de assistir a luta de Shiratori.
Pai de Takahashi
Durante a infância de Takahashi, seu pai era um típico salaryman que trabalhava longas horas e dirigia um carro caro. Ele também apresentou seu filho ao mundo do basquete, fazendo uma tabela manual e ensinando várias técnicas. Takahashi viveu para jogar basquete com o pai e ficou arrasado quando o pai abandonou a família 8 anos antes do início do mangá. Farto do estilo de vida dos assalariados, o pai de Takahashi mudou-se para o interior e atualmente vive uma vida muito mais simples, produzindo e vendendo cerâmica. Após o acidente de Takahashi, seu pai se tornou responsável pelos cuidados do filho, recusando-se a ceder às explosões e ao cinismo de Takahashi.
Honjou Fumika
Fumika é uma das poucas pessoas que visitam Takahashi no hospital após o acidente (talvez porque ela se sinta um pouco responsável pelo que aconteceu). Takahashi não pensa muito nela (classificando-a como "C" na melhor das hipóteses), mas fica um pouco surpresa ao descobrir que ela ainda os considera um casal, apesar da condição dele. Ela conta a Takahashi como sua cadela, Angelina, também precisará usar um dispositivo parecido com uma cadeira de rodas, e isso só porque alguém está "danificado" não significa que sua vida acabou.
Asaka Azumi
Amigo de infância e possível interesse amoroso de Togawa, Azumi ajuda como gerente do Tigers. Azumi e Nomiya também se encontram na escola de condução, onde Azumi revela que está trabalhando duro para obter sua licença para poder levar Togawa a jogos e treinos. Mais tarde, Yama envergonha Azumi e Togawa, dizendo que eles são um bom casal e perguntando se eles estavam noivos - aumentando ainda mais o constrangimento entre os dois. Nomiya parece ter uma queda por ela, mas Togawa nunca expressa (em palavras ou pensamentos) sentimentos românticos por ela; até agora, Inoue não gastou muito tempo em nenhum romance da história.
Yama
Ex-jogador do Tigers, Yama sofre do que parece ser a distrofia muscular de Duchenne (embora a condição real nunca seja especificada na história), forçando-o a deixar o time. De acordo com seu diagnóstico, Yama provavelmente não terá mais de 20 anos. Togawa conhece Yama quase dois anos depois que Togawa perde a perna e encontra inspiração na atitude positiva de Yama e na filosofia do "carpe diem". À medida que a doença progride, Togawa fica angustiado ao descobrir que o Yama, que antes era uma pessoa positiva, agora é negativo e amargo. Para ajudar seu amigo, Togawa o deixa saber o quanto ele aprecia Yama, referindo-se a ele como um "herói".
Nagano Mitsuru
Um enorme jogador de basquete de cadeira de rodas com 190cm de altura e que originalmente ensina Nomiya e Togawa quando tentam ganhar dinheiro na quadra de basquete. Como Togawa nunca perdeu um jogo para outro jogador de basquete em cadeira de rodas, ele se inspira em se juntar ao Tigers para se vingar de Nagano. Embora japonês, Nagano freqüenta a Universidade de New South Wales na Austrália e chama todos de "mate" ("companheiro" em inglês). Impressionado com as habilidades de Togawa, Nagano finalmente se junta ao Tigers pós-motim.

## Recepção
Uma crítica do The Comics Reporter observou que "todas as habilidades que Inoue mostrou em Slam Dunk evoluíram para melhor no Real", concluindo que "o conteúdo emocional é apresentado com uma postura e certeza que não são nada menos do que impressionantes." A série foi elogiada por seu "realismo" e como "rompe com os retratos convencionais dos deficientes como pessoas inocentes que são fracas em todos os aspectos". Kazuyuki Kyoya, um jogador de basquete em cadeira de rodas, também expressou sua aprovação da série: "O mangá pede compreensão das pessoas não apenas no basquete em cadeira de rodas, mas também com várias outras deficiências. Estou impressionado que as cenas nas quais Takahashi se submete à reabilitação são mostradas de forma elaborada." A série recebeu um Prêmio de Excelência por mangá no 2001 Japan Media Arts Festival. Citando a razão do prêmio: "Takehiko Inoue é bem conhecido por Slam Dunk, uma série de quadrinhos sobre o basquete. "Real" é outra história em quadrinhos de esportes, mas cuja história gira em torno do novo tema dos caras durões e do basquete em cadeira de rodas. Todos os membros do Comitê de Adjudicação mal podiam esperar para ler as próximas páginas e tiveram que se contentar em conceder o Real o Excellence Prize. Não seria nenhuma surpresa se Inoue seguisse seu sucesso com Vagabond ao ganhar o Grand Prize pelo segundo ano consecutivo com este mangá fantástico ". About.com's Deb Aoki listou Real como o melhor lançamento de 2008.